# Parafia św. Antoniego Padewskiego i św. Stanisława Kostki w Gorzowie Wielkopolskim
Parafia Świętego Antoniego Padewskiego i Świętego Stanisława Kostki w Gorzowie Wielkopolskim – rzymskokatolicka parafia, położona w dekanacie Gorzów Wielkopolski – Katedra, diecezji zielonogórsko-gorzowskiej, metropolii szczecińsko-kamieńskiej w Polsce, erygowana 24 sierpnia 1996. Obsługują ją  Kapucyni.